# 소울카르텔
《소울카르텔》(Soul Cartel)은 대한민국의 웹툰으로, 글 작가는 하람(김은효)이며 그림 작가는 김영지이다.